# Arkivlagen
Arkivlagen (1990:782) är en svensk lag som anger de grundläggande bestämmelserna för hur de svenska myndigheterna och andra statliga och kommunala beslutande församlingar ska sköta sina arkiv.
En myndighets arkiv bildas av de allmänna handlingarna från myndighetens verksamhet och sådana handlingar som avses i 2 kap. 9 § tryckfrihetsförordningen och som myndigheten beslutar ska tas om hand för arkivering.
Myndigheternas arkiv är en del av det nationella kulturarvet. 
Myndigheternas arkiv ska bevaras, hållas ordnade och vårdas så att de tillgodoser:
1. rätten att ta del av allmänna handlingar,
2. behovet av information för rättskipningen och förvaltningen, och
3. forskningens behov.

Varje myndighet ska svara för vården av sitt arkiv, om inte en arkivmyndighet har övertagit detta ansvar.
I arkivvården ingår att myndigheten skall:
1. organisera arkivet på ett sådant sätt att rätten att ta del av allmänna handlingar underlättas,
2. upprätta dels en arkivbeskrivning som ger information om vilka slag av handlingar som kan finnas i myndighetens arkiv och hur arkivet är organiserat, dels en systematisk arkivförteckning,
3. skydda arkivet mot förstörelse, skada, tillgrepp och obehörig åtkomst,
4. avgränsa arkivet genom att fastställa vilka handlingar som skall vara arkivhandlingar, och
5. verkställa föreskriven gallring i arkivet.

Uppgifter som utväxlats mellan en skattemyndighet och Riksskatteverket via elektronisk post har ansetts utgöra allmänna handlingar. Även fråga om sådant utkast som avses i 2 kap. 9 § andra stycket Tryckfrihetsförordningen och som sänts över till annan myndighet för synpunkter har omhändertagits för arkivering enligt Regeringsrättens avgörande i mål 4656-98.